# Sphagnum luzonense
Sphagnum luzonense är en bladmossart som beskrevs av Warnstorf 1898. Sphagnum luzonense ingår i släktet vitmossor, och familjen Sphagnaceae. Inga underarter finns listade i Catalogue of Life.